# Korytnica (Węgrów)
Pour les articles homonymes, voir Korytnica.
Korytnica (prononciation : [kɔrɨtˈnit͡sa]) est un village polonais situé dans la gmina de Korytnica dans le powiat de Węgrów et en voïvodie de Mazovie dans le centre-est de la Pologne.
Il est le siège administrative de la gmina appelée gmina de Korytnica.
Situé sur la rivière Korycianka (Struga), centre de local de l'agriculture, le village appartenait administrativement à la voïvodie de Siedlce dans les années 1975-1998.
Il est situé à environ 12 kilomètres à l'ouest de Węgrów (chef-lieu du powiat) et à 62 kilomètres à l'est de Varsovie (capitale de la Pologne).
Le village possède une population d'environ 680 habitants en 2006.

## Histoire
Korytnica se trouve dans le vieux territoire de Liv à Mazovie, mentionné pour la première fois en 1419, comme village situé dans la forêt de Koryck. En 1427 la paroisse appartenait au diocèse de Plock. À partir de 1795 le village était autrichien, à partir de 1809, il appartenait au Duché de Varsovie, et en 1815 au Royaume du Congrès. Après 1918 Korytnica appartiendra définitivement à la Pologne.i
À la fin de XVIIIe siècle les terres appartenaient au roi Siméon de Cortielli (Szymon de Cortielli). En 1836 les terres de Korytnica étaient la propriété d'Ignace Sobieski (Ignacy Sobieski), et plus tard, au comte Adam Ronikier (Adam Ronikier).